# Консервативні сили

Робота, яку виконує сила гравітації над тілом залежить лише від зміни висоти тіла, тому що сила гравітації є консервативною

Про політичне значення словосполучення читайте в статті Консерватизм.
Консервативні сили (потенціальні сили) — сили, для яких виконується закон збереження механічної енергії.
До неконсервативних сил належать, наприклад, сила Лоренца та сила тертя. Сила Лоренца залежить не від координати частки, а від її швидкості. Сили тертя є дисипативними силами, які розсіюють механічну енергію, перетворюючи її в теплову. Сили тертя протидіють рухові й теж загалом залежать від швидкості тіла.

## Математичний опис
Силове поле F, визначене будь-де у просторі (або в межах однозв'язної області простору), називається консервативною силою або потенціальним векторним полем якщо воно відповідає одній з трьох тотожних вимог:
1. Ротор F є нульовим вектором:
{\displaystyle \nabla \times {\vec {F}}={\vec {0}}.\,}
2. Підсумкова робота (W), виконана силою для пересування частинки по траєкторії яка починається і закінчується в одній точці, дорівнює нулю:
{\displaystyle W\equiv \oint _{C}{\vec {F}}\cdot \mathrm {d} {\vec {r}}=0.\,}
3. Силу можна записати як градієнт потенціалу, {\displaystyle \Phi }:
{\displaystyle {\vec {F}}=-\nabla \Phi .\,}
Термін консервативна сила з'явився як наслідок того, що коли діє консервативна сила, вона зберігає механічну енергію. Найвідоміші консервативні сили це гравітація, електростатична сила і сила пружної деформації.